# Nadleśnictwo Pisz
Nadleśnictwo Pisz – jednostka organizacyjna Lasów Państwowych podległa Regionalnej Dyrekcji Lasów Państwowych w Białymstoku. Siedziba nadleśnictwa znajduje się w Piszu, w powiecie piskim, w województwie warmińsko-mazurskim. Nadleśnictwo wchodzi w skład Leśnego Kompleksu Promocyjnego Lasy Mazurskie.
Nadleśnictwo obejmuje część powiatu piskiego.

## Historia
W 1945 powstały nadleśnictwa Pisz, Szeroki Bór, Turośl, Kulik i Wilcze Bagno. W kolejnych latach likwidacji uległy nadleśnictwa Turośl i Kulik.
1 stycznia 1973 nadleśnictwa Pisz, Szeroki Bór i Wilcze Bagno zostały połączone. Nowa jednostka przyjęła nazwę Nadleśnictwo Pisz.

## Ochrona przyrody
Na terenie nadleśnictwa znajdują się dwa rezerwaty przyrody:
- Jezioro Nidzkie (częściowo)
- Jezioro Pogubie Wielkie[1].

## Drzewostany
Typy siedliskowe lasów nadleśnictwa (z ich udziałem procentowym):
- bory 81%
- lasy 15,2%
- olsy 3,8%

Szczegółowy udział procentowy typów siedliskowych:
- bór świeży 44,7%
- bór mieszany świeży 29,3%
- las mieszany świeży 7,8%
- las mieszany bagienny 4,4%
- bór mieszany wilgotny 3,9%
- ols 3,6%
- bór mieszany bagienny 1,8%
- las mieszany wilgotny 1,7%
- inne 2%[a]

Gatunki lasotwórcze lasów nadleśnictwa (z ich udziałem procentowym):
- sosna 74,00%
- brzoza 10,21%
- świerk 6,70%
- olsza 5,93%
- dąb 2,20%
- pozostałe 0,96%

Średni wiek drzewostanów nadleśnictwa wynosi 60 lat.